# غويلرمو غارسيا
غويلرمو غارسيا (بالإسبانية: Guillermo García)‏ (4 أغسطس 1969 بالسلفادور - ) هو لاعب كرة قدم سلفادوري في مركز الدفاع. شارك مع منتخب السلفادور لكرة القدم. أما مع النوادي، فقد لعب مع نادي لويس أنخيل فيربو.

## وصلات خارجية
- غويلرمو غارسيا على موقع الاتحاد الدولي (مؤرشف)  (الإنجليزية)
- غويلرمو غارسيا على موقع قاعدة بيانات كرة القدم.إي يو (الإنجليزية)
- غويلرمو غارسيا على موقع ناشيونال فوتبول تيمز (الإنجليزية)